# Eumecocera unicolor
Eumecocera unicolor är en skalbaggsart som först beskrevs av Tadao Kano 1933.  Eumecocera unicolor ingår i släktet Eumecocera och familjen långhorningar. Inga underarter finns listade i Catalogue of Life.